# Калинин, Леонид Дмитриевич (металлург)
Леонид Дмитриевич Калинин (род. 25 апреля 1936) — передовик советской металлургии, вальцовщик рельсобалочного цеха Кузнецкого металлургического комбината имени В. И. Ленина Министерства чёрной металлургии СССР, Кемеровская область, полный кавалер ордена Трудовой Славы (1986). Почётный гражданин города Новокузнецка (2015).

## Биография
Леонид Дмитриевич родился 25 апреля 1936 года в деревне Майский Добрушского района Гомельской области Белоруссии в семье рабочих. В возрасте пяти лет оказался на территории фашистской оккупации. В 1954 году завершил обучение в средней школе, и трудоустроился токарем на Белицкое торфопредприятие. С 1955 по 1958 годы проходил срочную службу в рядах Советской Армии, служил в десантных войсках. В ноябре 1958 года по комсомольской путёвке был направлен в город Сталинск (ныне Новокузнецк) на строительство Западно-Сибирского металлургического комбината. Трудился на шахте имени Димитрова такелажником. С 1960 по 1963 годы находился на комсомольской работе.
В октябре 1963 года начал свою трудовую деятельность на Кузнецком металлургическом комбинате. За 17 лет работы он прошёл путь от подручного вальцовщика до старшего вальцовщика стана горячей прокатки рельсобалочного цеха. Передовик производства, ударник социалистического труда. В 1972 году оказывал помощь болгарским коллегам в освоении проектной мощности Кремиковского металлургического комбината. Участник выставки достижений народного хозяйства СССР. Наставник молодых металлургов.
Указом Президиума Верховного Совета СССР от 21 апреля 1975 года был награждён орденом Трудовой Славы III степени.
Указом Президиума Верховного Совета СССР от 2 марта 1981 года был награждён орденом Трудовой Славы II степени.
Указом Президента СССР от 29 апреля 1986 года за достижение высоких результатов в выполнении планов был награждён орденом Трудовой Славы I степени. Стал полным кавалером ордена Трудовой Славы.
В 1983 году за трудовой вклад ему было присвоено звание «Почётный металлург России». На протяжении 9 лет был членом Кемеровского обкома КПСС, делегат XXVI съезда КПСС.
С 1988 года на пенсии. Ведёт активную общественную деятельность.
Звание «Почётный гражданин города Новокузнецка» присвоено Леониду Калинину 23 июня 2015 года.
Живёт в Новокузнецке.

## Награды и звания
- Орден Трудовой Славы — I степени (29.04.1986)
- Орден Трудовой Славы — II степени (2.03.1981)
- Орден Трудовой Славы — III степени (21.04.1975)
- Почётный металлург СССР (1983)
- Почётный гражданин Новокузнецка (23.06.2015)